# Незабудка лугова
Незабудка лугова, незабудька рідкоцвіта, строфіостома рідкоцвіта як Strophiostoma sparsiflora (Myosotis sparsiflora) — вид трав'янистих рослин родини шорстколисті (Boraginaceae), поширений у східній і центральній Європі, західній Азії.

## Опис

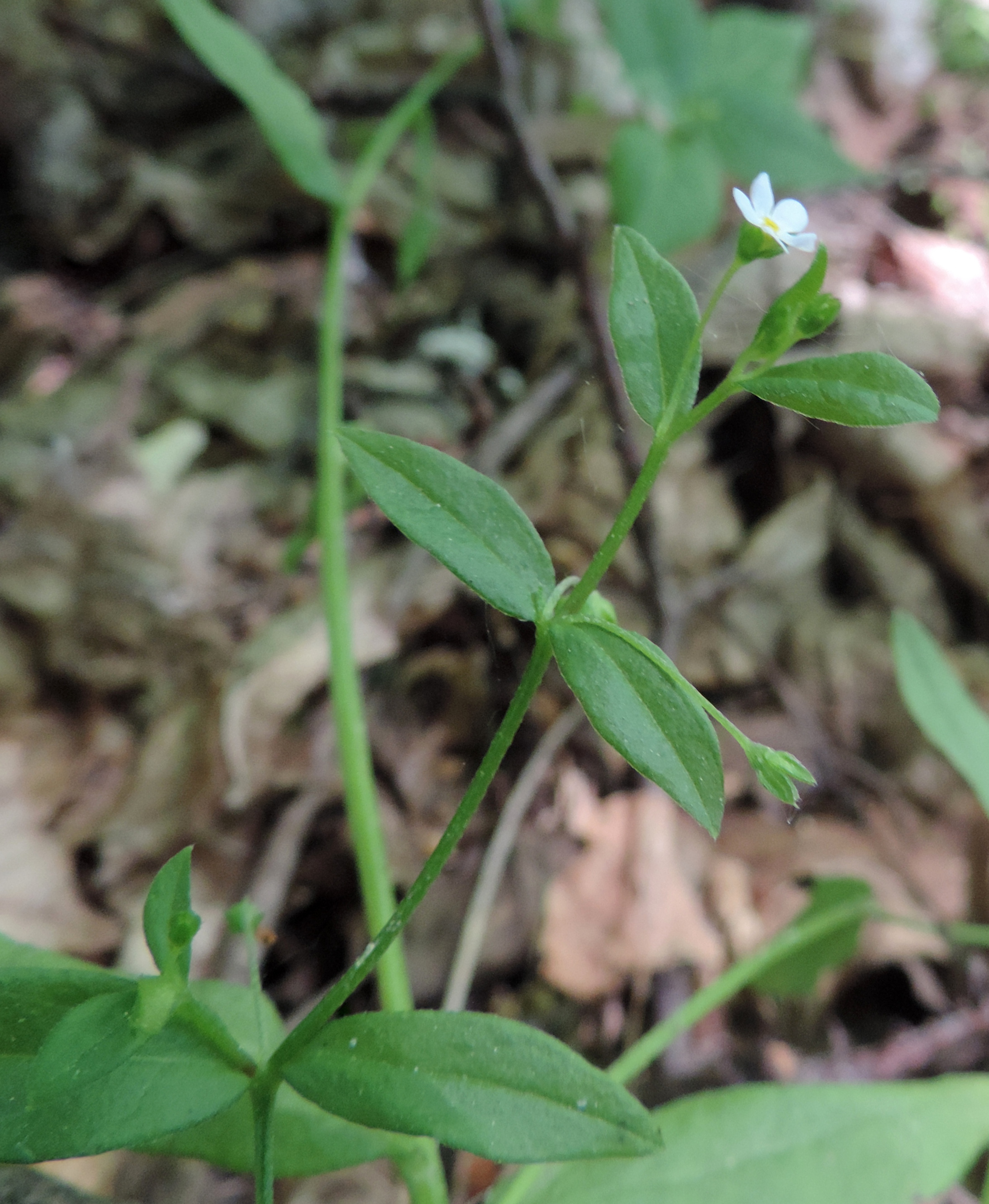

Однорічна або дворічна рослина 8–30 см заввишки. Квітки дрібні, в нещільних завитках, позбавлених листків або тільки біля основи з листками. Чашечка дзвонова, глибоко-5-роздільна, з вузько ланцетними загостреними частками. Віночок колесоподібний, з короткою трубкою, плоским 5-лопатевим відгином і 5 лусочками в зіві. Тичинки з подовженими пиляками, що несуть на верхівці плівчасті придатки. Горішків 4, еліптично-яйцеподібних, гладких, при основі з білим м'ясистим придатком. Квітконіжки при плодах відхилені донизу і в кілька разів перевищують довжину чашечки. 2n = 18.

## Поширення
Поширений у східній і центральній Європі, західній Азії; інтродукований до Скандинавії.
В Україні вид зростає в лісах, серед чагарників і як бур'ян — майже на всій території; в Криму в верхньому гірському поясі південного схилу при підйомі на яйлу, рідко. Декоративна рослина.